# Normal People
Normal People è una miniserie televisiva irlandese, britannica e statunitense diretta da Lenny Abrahamson e Hettie Macdonald e scritta da Alice Birch e Sally Rooney. È basata sul romanzo del 2018 Persone normali della stessa Rooney.

## Trama
Segue la storia di Marianne Sheridan e Connell Waldron alla scuola secondaria nella contea di Sligo sulla costa atlantica dell'Irlanda, e in seguito come studenti universitari al Trinity College e si focalizza principalmente sulla loro complessa relazione.

## Puntate
| nº | Titolo originale | Titolo italiano | Pubblicazione UK | Pubblicazione Italia |
| -- | ---------------- | --------------- | ---------------- | -------------------- |
| 1  | Episode 1        | Episodio 1      | 26 aprile 2020   | 16 luglio 2020       |
| 2  | Episode 2        | Episodio 2      | 26 aprile 2020   | 16 luglio 2020       |
| 3  | Episode 3        | Episodio 3      | 26 aprile 2020   | 16 luglio 2020       |
| 4  | Episode 4        | Episodio 4      | 26 aprile 2020   | 16 luglio 2020       |
| 5  | Episode 5        | Episodio 5      | 26 aprile 2020   | 16 luglio 2020       |
| 6  | Episode 6        | Episodio 6      | 26 aprile 2020   | 16 luglio 2020       |
| 7  | Episode 7        | Episodio 7      | 26 aprile 2020   | 16 luglio 2020       |
| 8  | Episode 8        | Episodio 8      | 26 aprile 2020   | 16 luglio 2020       |
| 9  | Episode 9        | Episodio 9      | 26 aprile 2020   | 16 luglio 2020       |
| 10 | Episode 10       | Episodio 10     | 26 aprile 2020   | 16 luglio 2020       |
| 11 | Episode 11       | Episodio 11     | 26 aprile 2020   | 16 luglio 2020       |
| 12 | Episode 12       | Episodio 12     | 26 aprile 2020   | 16 luglio 2020       |

## Personaggi e interpreti

### Principali

Daisy Edgar-Jones e Paul Mescal in una scena della miniserie

- Marianne Sheridan, interpretata da Daisy Edgar-Jones, doppiata da Lavinia Paladino.
Studentessa di una famiglia benestante studiosa e diretta ma detestata dai suoi compagni di scuola. Inizia una relazione con Connell che inizialmente mantengono segreta. In seguito frequenta il Trinity College per studiare storia e politica.
- Connell Waldron, interpretato da Paul Mescal, doppiato da Alessio Puccio.
Studente benvoluto, accademicamente dotato e giocatore di calcio gaelico. Lotta con ciò che vuole dalla vita e decide di seguire il suggerimento di Marianne e fare domanda per essere uno studente universitario al Trinity College e studiare inglese.

### Ricorrenti
- Lorraine Waldron, interpretata da Sarah Greene, doppiata da Paola Majano.
Madre single di Connell che lavora come donna delle pulizie dagli Sheridan.
- Denise Sheridan, interpretata da Aislín McGuckin, doppiata da Emanuela D'Amico.
Madre single di Marianne che lavora come avvocatessa.
- Rob Hegarty, interpretato da Éanna Hardwicke, doppiato da Mattia Billi.
Miglior amico e compagno di scuola di Connell.
- Alan Sheridan, interpretato da Frank Blake, doppiato da Francesco Meoni.
Fratello maggiore di Marianne che maltratta verbalmente.
- Joanna, interpretata da Eliot Salt, doppiata da Emanuela D'Agostino.
Miglior amica di Marianne al Trinity College.
- Peggy, interpretata da India Mullen, doppiata da Alessandra Sani.
Amica di Marianne al college proveniente da una famiglia ricca.
- Niall, interpretato da Desmond Eastwood, doppiato da Alessio Nissolino.
Coinquilino di Connell al college.
- Gareth, interpretato da Sebastian de Souza, doppiato da Raffaele Carpentieri.
Compagno di corso di Connell, sostenitore della libertà di parola e interesse amoroso di Marianne.
- Jamie, interpretato da Fionn O'Shea, doppiato da Andrea Moretti.
Parte della cerchia sociale di Marianne al college che è molto competitivo.
- Rachel Moran, interpretata da Leah McNamara, doppiata da Virginia Brunetti.
Compagna di scuola di Marianne e Connell e sua prima infatuazione.
- Eric, interpretato da Seán Doyle, doppiato da Federico Bebi.
Uno degli amici di scuola di Connell.
- Karen, interpretata da Niamh Lynch, doppiata da Elisa Angeli.
Unica ragazza gentile verso Marianne a scuola.
- Philip, interpretato da Kwaku Fortune, doppiato da Mattia Gajani Billi.
Amico di Marianne al college.
- Kiernan, interpretato da Clinton Liberty, doppiato da Federico Boccanera.
Amico di Connell a scuola.
- Helen Brophy, interpretata da Aoife Hinds, doppiata da Francesca Rinaldi.
Ragazza di Connell al college.
- Lukas, interpretato da Lancelot Ncube, doppiato da Ezio Conenna.
Fotografo e ragazzo di Marianne in Svezia.
- Gillian, interpretata da Noma Dumezweni, doppiata da Ludovica Modugno.
Psicologa di Connell.

## Produzione

### Sviluppo
Nel maggio 2019 è stato annunciato che BBC Three e Hulu avevano commissionato una miniserie di dodici puntate basata sul romanzo con protagonisti Daisy Edgar-Jones e Paul Mescal come Marianne and Connell. Sarah Greene e Aislín McGuckin sono state rivelate come parte del cast. L'autrice Sally Rooney ha aiutato con l'adattamento insieme agli sceneggiatori Alice Birch e Mark O'Rowe. Lenny Abrahamson e Hettie Macdonald sono i registi e la casa di produzione irlandese Element Pictures ha prodotto la miniserie.

### Riprese

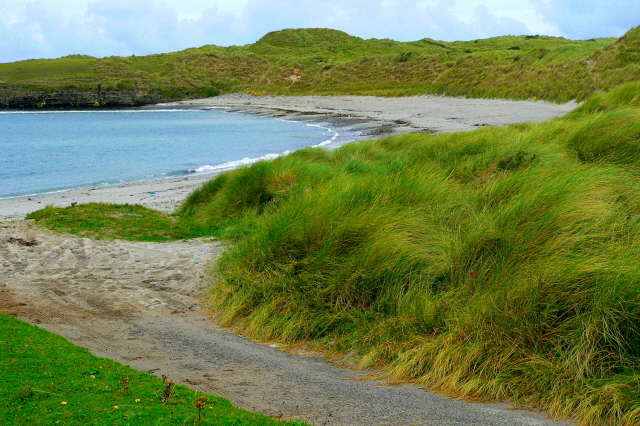
Streedagh Point

La lavorazione è iniziata nella contea di Sligo e a Dublino nel maggio 2019.
Tubbercurry è stata impiegata per ricreare la città fittizia di Carricklea, con Streedagh Point lungo la Wild Atlantic Way dell'Irlanda utilizzata per le scene sulla spiaggia, Knockmore House a Enniskerry, contea di Wicklow per la residenza degli Sheridan, una casa a schiera a Shankill per l'abitazione dei Waldron e Hartstown Community School in Clonsilla, Fingal, contea di Dublino per le scene nella scuola superiore con veri studenti in secondo piano. Gli studenti del Trinity College erano presenti durante le riprese all'università.
Sebbene ambientato a Trieste nel romanzo, le riprese hanno avuto luogo nell'Italia centrale, principalmente a Sant'Oreste, Stimigliano e nella villa Il Casale alla Tenuta di Verzano, nel Lazio. Hanno atteso fino al febbraio 2020 per le scene in Svezia a Luleå e sul Mar Baltico.

## Distribuzione
Nel Regno Unito la miniserie è stata interamente pubblicata su BBC iPlayer il 26 aprile 2020 come BBC Three box set, seguita dalla trasmissione su BBC One dal giorno seguente. In Australia è approdata su Stan il 27 aprile 2020 e dal giorno dopo in Irlanda è andata in onda su RTÉ One. Negli Stati Uniti ha debuttato il 29 aprile 2020 su Hulu. In Italia è stata resa disponibile il 16 luglio 2020 su StarzPlay.

## Accoglienza

### Critica
La miniserie ha ricevuto il plauso della critica. Rotten Tomatoes riporta il 91% delle recensioni professionali positive, con un voto medio di 8,15 su 10 basato su 85 critiche. Il consenso critico del sito web indica: «Sostenuta dalle interpretazioni vulnerabili di Daisy Edgar-Jones e Paul Mescal, Normal People è allo stesso tempo intimo e illuminante, traducendo in modo eccelso le sfumature del suo materiale di partenza.» Metacritic, invece, ha assegnato un punteggio di 82 su 100 basato su 25 recensioni, indicando "plauso universale".
Caroline Framke del periodico Variety ha affermato: "Con la sua tripletta di elegante scrittura, regia e recitazione, Normal People è tetro e rigido come il romanzo di Rooney - un'impresa e una che richiede diversi episodi per essere assorbita completamente. Infatti, mi ci è voluto fino a circa metà strada per capire quanto mi stesse influenzando. Mentre la relazione tra Marianne e Connell accresce, Normal People diventa coinvolgente come il libro che l'ha ispirato, facendoti desiderare e temere di sapere - o forse più precisamente, provare - cosa succederà dopo.»

### Riconoscimenti
- 2020 – Premio Emmy[17]
  - Candidatura per il miglior attore protagonista in una miniserie o film a Paul Mescal
  - Candidatura per la miglior regia in una miniserie o film per la televisione a Lenny Abrahamson (per l'episodio 5)
  - Candidatura per la miglior sceneggiatura in una miniserie o film per la televisione a Sally Rooney e Alice Birch (per l'episodio 3)
  - Candidatura per il miglior casting in una miniserie, film per la televisione o special a Louise Kiely
- 2021 – British Academy Television Awards[18]
  - Miglior attore a Paul Mescal
  - Candidatura per la miglior miniserie
  - Candidatura per la miglior attrice a Daisy Edgar-Jones
- 2021 - Critics' Choice Television Award[19]
  - Candidatura per la miglior miniserie
  - Candidatura per il miglior attore in una miniserie o film per la televisione a Paul Mescal
  - Candidatura per la miglior attrice in una miniserie o film per la televisione a Daisy Edgar-Jones
- 2021 – Golden Globe[20]
  - Candidatura per la miglior miniserie o film per la televisione
  - Candidatura per la miglior attrice in una mini-serie o film per la televisione a Daisy Edgar-Jones